# Noel Junio Rodrigues Franca
Noel Junio Rodrigues Franca (Macae, Brasil, 18 de agosto de 1988) es un futbolista brasilero. Juega de mediocampista y su equipo actual es el Ethnikos Achnas de la Primera División de Chipre.

## Clubes
| Club            | País   | Año           | PJ | Goles |
| --------------- | ------ | ------------- | -- | ----- |
| Tupi            | Brasil | 2009          | 3  | 0     |
| Porto Alegre    | Brasil | 2011          | 2  | 0     |
| Alagoinhas      | Brasil | 2012          | 9  | 0     |
| Ethnikos Achnas | Chipre | 2016-presente |    |       |